# Liste der Biografien/Gari
Liste der Biografien |
Portal Biografien |
Personensuche
# |
A |
B |
C |
D |
E |
F |
G |
H |
I |
J |
K |
L |
M |
N |
O |
P |
Q |
R |
S |
T |
U |
V |
W |
X |
Y |
Z |
?
 
Ga |
Gb |
Gc |
Gd |
Ge |
Gf |
Gh |
Gi |
Gj |
Gk |
Gl |
Gm |
Gn |
Go |
Gp |
Gq |
Gr |
Gs |
Gu |
Gv |
Gw |
Gy |
Gz
 
Gaa |
Gab |
Gac |
Gad |
Gae |
Gaf |
Gag |
Gah |
Gai |
Gaj |
Gak |
Gal |
Gam |
Gan |
Gao |
Gap |
Gaq |
Gar |
Gas |
Gat |
Gau |
Gav |
Gaw |
Gax |
Gay |
Gaz
 
Gara |
Garb |
Garc |
Gard |
Gare |
Garf |
Garg |
Garh |
Gari |
Gark |
Garl |
Garm |
Garn |
Garo |
Garp |
Garr |
Gars |
Gart |
Garu |
Garv |
Garw |
Gary |
Garz
Die Liste der Biografien führt alle Personen auf, die in der deutschsprachigen Wikipedia einen Artikel haben. Dieses ist eine Teilliste mit 67 Einträgen von Personen, deren Namen mit den Buchstaben „Gari“ beginnt.

## Gari
- Gari, Ralph (* 1927), US-amerikanischer Musiker (Saxophon, Klarinette, Oboe, Komposition)
- Gari, Roba (* 1982), äthiopischer Hindernisläufer

### Garia
- Garia, Christopher (* 1992), niederländischer Leichtathlet
- Gariazzo, Mario (1930–2002), italienischer Regisseur und Drehbuchautor

### Garib
- Gariba, Abukari (1939–2021), ghanaischer Fußballspieler
- Garibald, König der Langobarden
- Garibald I., erster Herzog von Baiern
- Garibald II., Herzog von Baiern
- Garibaldi, Aldana (* 1999), argentinische Stabhochspringerin
- Garibaldi, Anita (1821–1849), italienisch-brasilianische Revolutionärin
- Garibaldi, Antonio (1797–1853), italienischer Geistlicher, Kurienbischof und Diplomat des Heiligen Stuhls
- Garibaldi, David (* 1946), US-amerikanischer Schlagzeuger und Mitbegründer der Funk-Rhythmik
- Garibaldi, Giuseppe (1807–1882), italienischer Guerillakämpfer und Soldat der italienischen EinigungsbewegungGiuseppe Garibaldi (1807–1882)

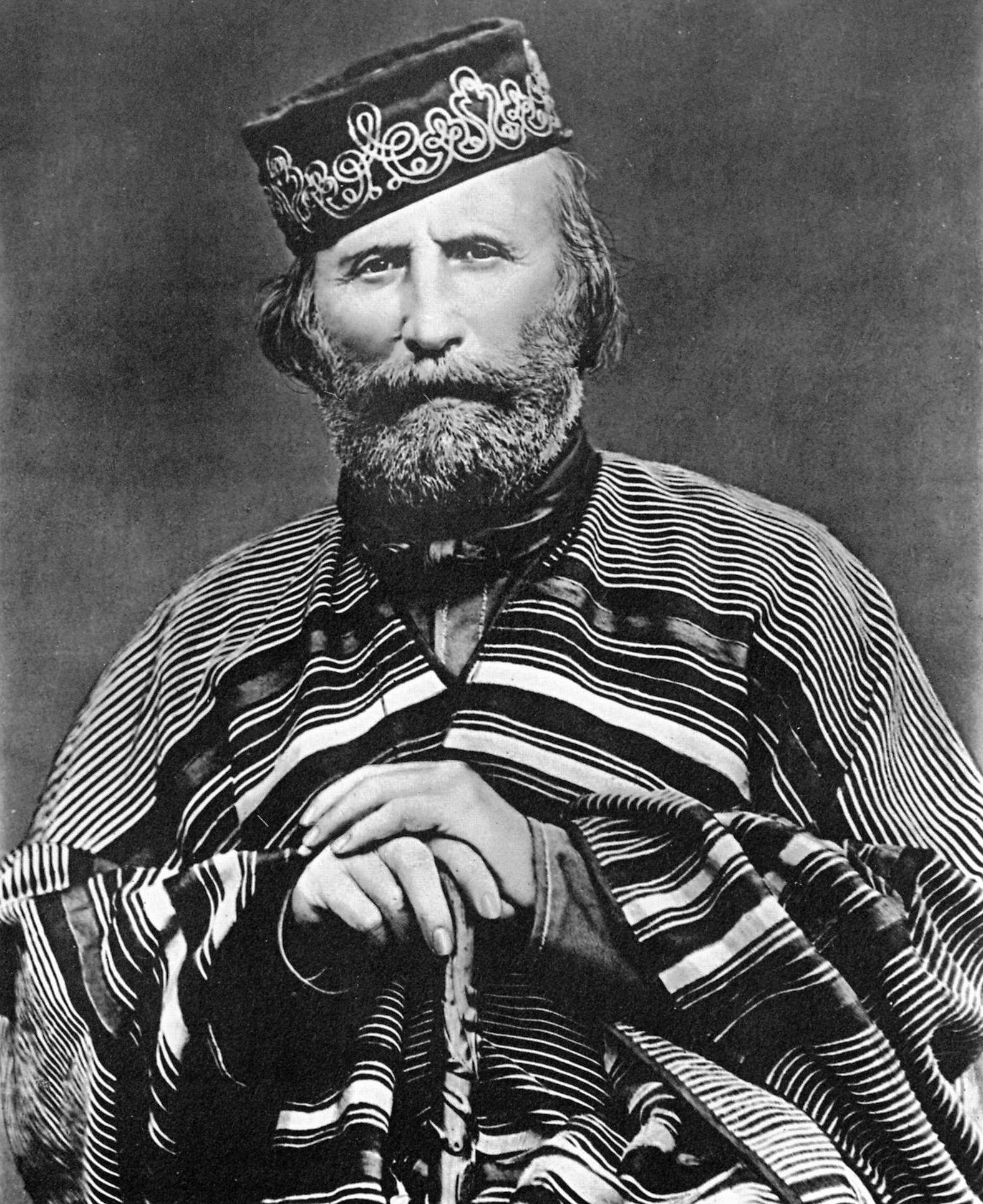
Giuseppe Garibaldi (1807–1882)

- Garibaldi, Giuseppe der Jüngere (1879–1950), Enkel Giuseppe Garibaldis und Abenteurer, der an zahlreichen Kriegen teilnahm
- Garibay, Fernando, US-amerikanischer Produzent und Komponist
- Garibay, Héctor (* 1988), bolivianischer Langstreckenläufer
- Garibay, Pablo (* 1978), mexikanischer Gitarrist
- Garibay, Pedro de (1729–1815), spanischer Offizier und Kolonialverwalter sowie Vizekönig von Neuspanien
- Garibi y Rivera, José (1889–1972), mexikanischer Geistlicher und Erzbischof von Guadalajara
- Gariboldi, Giuseppe (1833–1905), italienischer Flötist und Komponist
- Gariboldi, Italo (1879–1970), italienischer General
- Garibotti, Arianna (* 1989), italienische Wasserballspielerin
- Garibović, Amar (1991–2010), serbischer Skilangläufer

### Garic
- Garić, Josip Stjepan (1870–1946), jugoslawischer Ordensgeistlicher, Bischof von Banja Luka
- Garicano, Luis (* 1967), spanischer Ökonom und Politiker
- Garicoits, Michael (1797–1863), französischer katholischer Priester
- Garics, György (1954–2016), ungarischer Fußballspieler
- Garics, György (* 1984), österreichischer Fußballspieler

### Garid
- Garidel, Pierre-Joseph (1658–1737), französischer Arzt und Botaniker
- Garidi, Schimon (1912–2003), israelischer Politiker, Minister und Knesset-Abgeordneter

### Garie
- Gariépy Strobl, Bernard, kanadischer Tonmeister

### Garif
- Garifullin, Ildar Ilfatowitsch (1963–2023), sowjetischer Nordischer Kombinierer
- Garifullina, Aida (* 1987), russisch-österreichische Opernsängerin (Sopran)Aida Garifullina (* 1987)

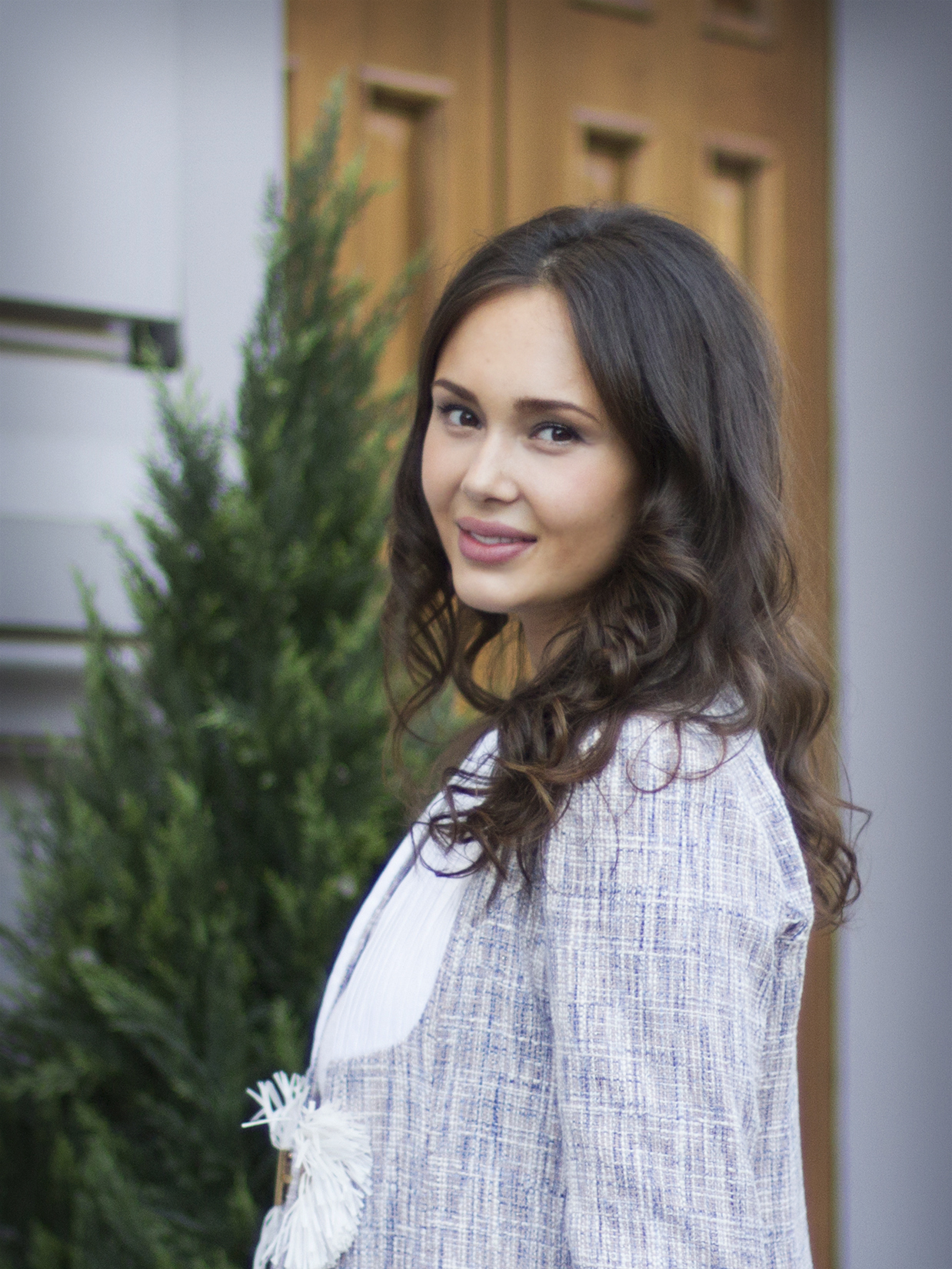
Aida Garifullina (* 1987)

### Garig
- Gariglio, Matteo (* 1986), schweizerisch-italienischer Filmemacher und Fotograf

### Garij
- Garijo, Belén (* 1960), spanische Medizinerin und Managerin

### Garil
- Garilhe, Renée (1923–1991), französische Florettfechterin

### Garin
- Garin Bruzzone, Leopoldo Hermes (* 1947), uruguayischer römisch-katholischer Geistlicher, Weihbischof in Canelones
- Garin de Montaigu, Großmeister des Johanniterordens
- Garin, Ambroise (1875–1969), italienischer Radrennfahrer
- Garin, César (1879–1951), italienisch-französischer Radrennfahrer
- Garín, Cristian (* 1996), chilenischer TennisspielerCristian Garín (* 1996)

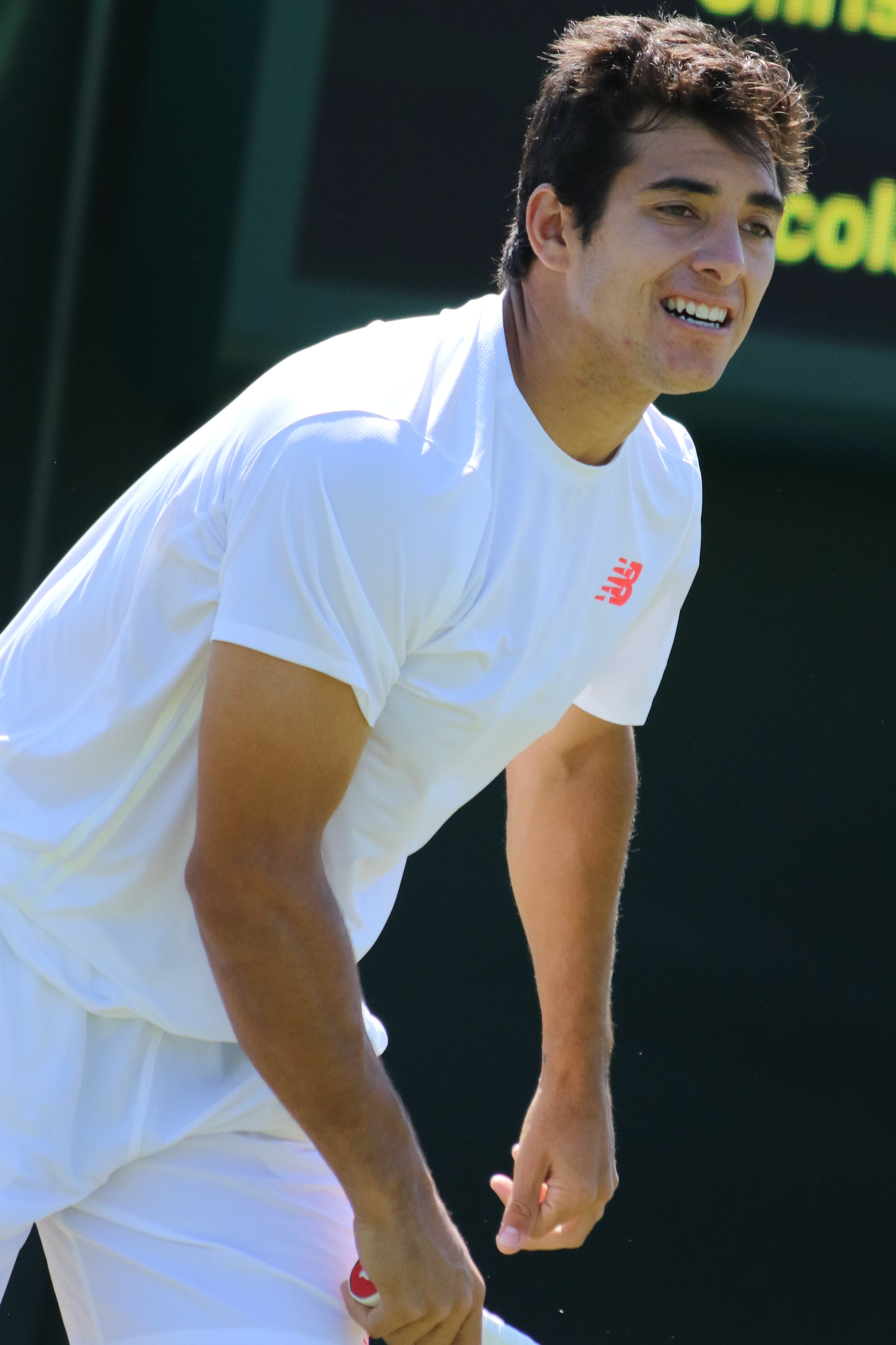
Cristian Garín (* 1996)

- Garin, Eugenio (1909–2004), italienischer Philosoph
- Garin, Jean-Luc (* 1969), französischer Geistlicher, römisch-katholischer Bischof von Saint-Claude
- Garin, Marlène, Schweizer Basketballspielerin
- Garin, Maurice (1871–1957), italienisch-französischer Radrennfahrer
- Garin, Nicolas (* 1984), deutscher Schauspieler
- Garin, Wladimir Wladimirowitsch (1987–2003), russischer Schauspieler
- Garinei, Pietro (1919–2006), italienischer Theaterautor

### Gario
- Garioch, Robert (1909–1981), schottischer Dichter
- Gariopontus, Arzt und Autor

### Garip
- Garipow, Artur Ramilewitsch (* 1985), russischer Eishockeyspieler
- Garipow, Emil Ramilewitsch (* 1991), russischer Eishockeytorwart
- Garipowa, Dina Fagimowna (* 1991), russische Sängerin

### Garis
- Garis Davies, Nina de (1881–1965), britische Malerin, tätig in Ägypten
- Garis Davies, Norman de (1865–1941), britischer Ägyptologe
- Garis, Hugo de (* 1947), australischer Forscher auf dem Gebiet der künstlichen Intelligenz (KI)
- Gariseb, Richard (* 1980), namibischer Fußballspieler
- Garisoain, María (* 1971), argentinische Ruderin
- Garisto, Luis (1945–2017), uruguayischer Fußballspieler und -trainer

### Garit
- Garita Herrera, José Manuel (* 1965), costa-ricanischer katholischer Geistlicher, Bischof von Ciudad Quesada
- Garitano, Ander (* 1969), spanischer Fußballspieler und -trainer
- Garitano, Gaizka (* 1975), spanischer Fußballspieler und -trainer
- Garitschew, Anatoli Jewlampijewitsch (1938–2014), sowjetischer bzw. russischer Schauspieler und Grafiker
- Garity, Troy (* 1973), US-amerikanischer Filmschauspieler
- Garity, William (1899–1971), US-amerikanischer Erfinder und Techniker

### Gariw
- Gariwal, Emal (* 1986), afghanischer Fußballspieler

### Gariz
- Garizo do Carmo, João (1917–1974), portugiesischer Architekt